# Incisalia irioides
Incisalia irioides är en fjärilsart som beskrevs av Jean Baptiste Boisduval. Incisalia irioides ingår i släktet Incisalia och familjen juvelvingar. Inga underarter finns listade i Catalogue of Life.